# Jüdischer Friedhof (Meiningen)

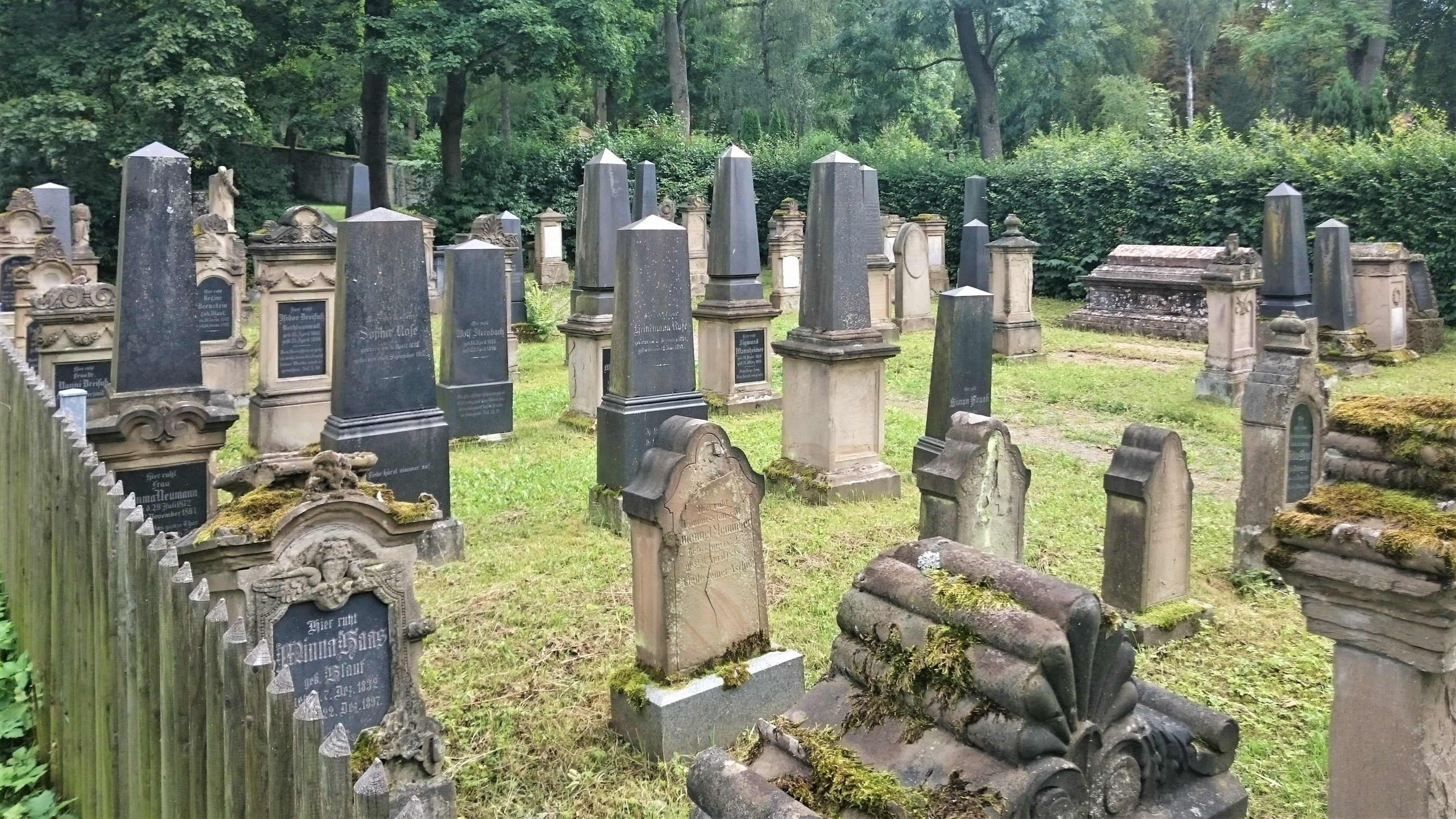
Jüdischer Friedhof, westlicher Teil

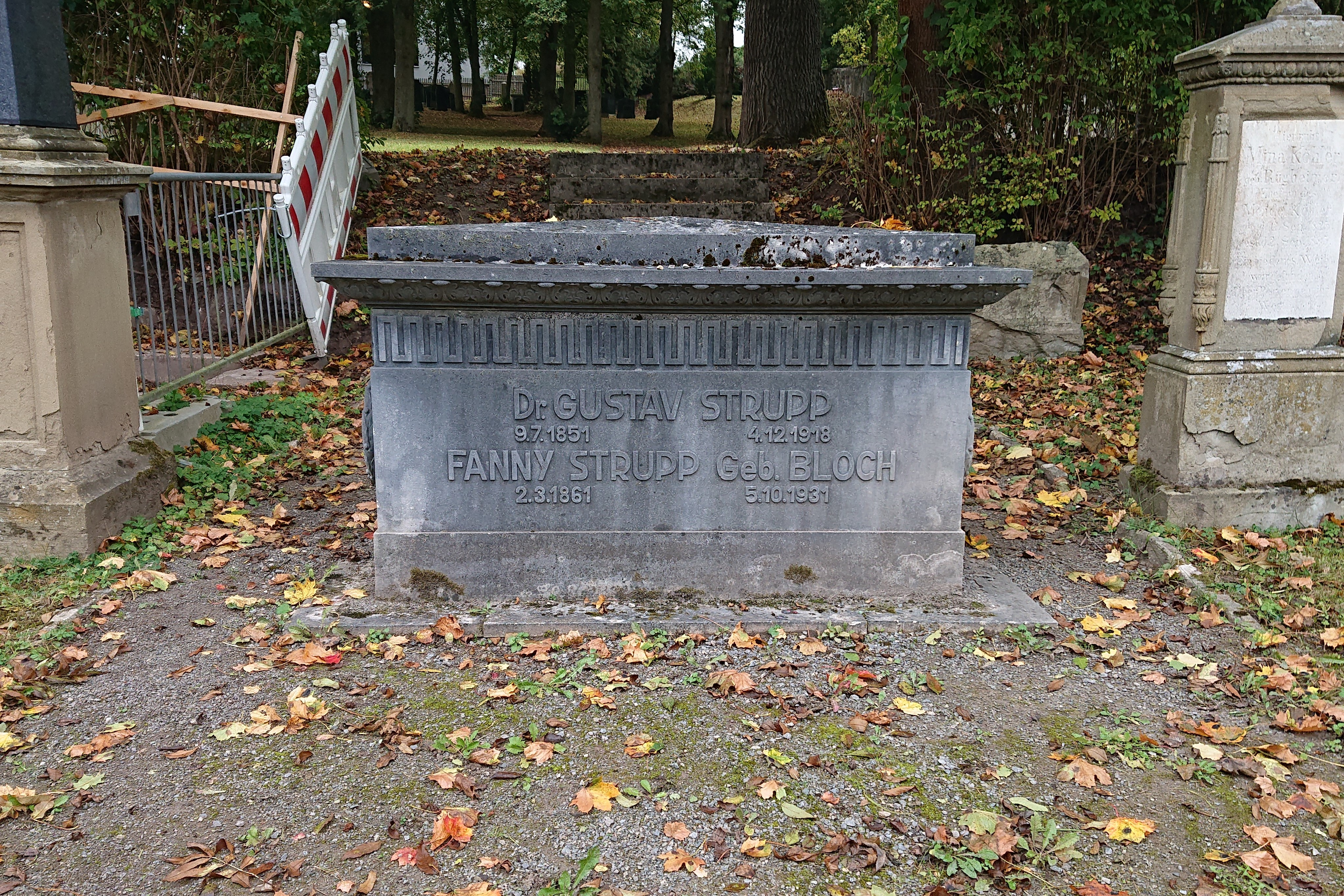
Grabstätte von Gustav und Fanny Strupp

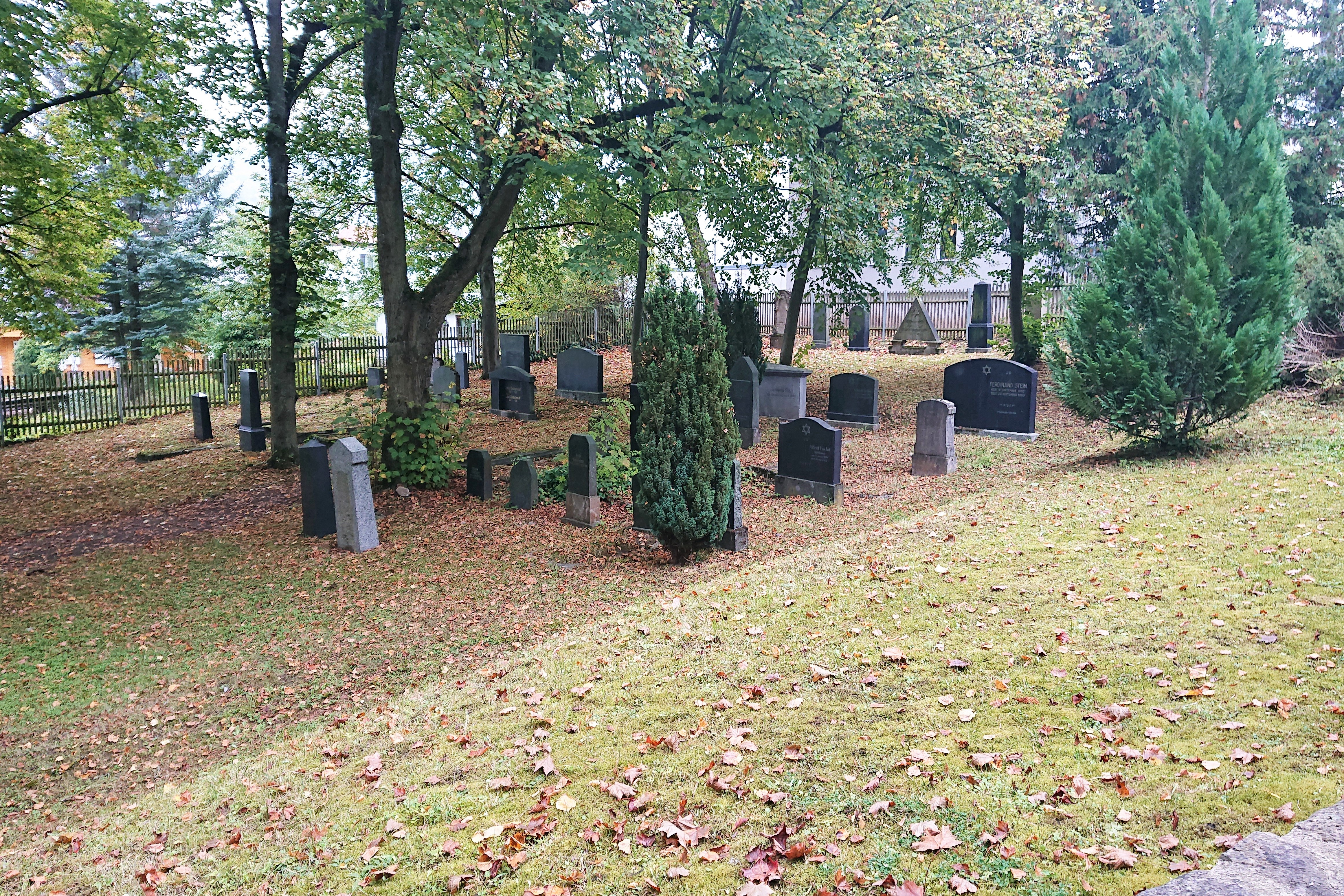
Jüdischer Friedhof, östlicher Teil

Der Jüdische Friedhof Meiningen liegt im östlichen Stadtgebiet in der Kreisstadt Meiningen in Südthüringen.

## Geschichte
Nachdem 1566 die Ausweisung aller Juden aus der Stadt Meiningen erfolgte, durften ab 1840 sich wieder Juden in Meiningen ansiedeln. Solange wohnten die jüdischen Familien in einigen Nachbarorten und unterhielten dort ihre Friedhöfe. Um 1870 lebten bereits wieder 316 Juden in der Stadt, die aber weiterhin die alten Friedhöfe in den Nachbargemeinden nutzen mussten. Infolgedessen erwarb die 1866 gegründete Israelitische Kultusgemeinde Meiningen ein Grundstück nördlich des Meininger Parkfriedhofs und weihte 1870 den neuen jüdischen Friedhof ein. Er wurde nach der jüdischen Friedhofstradition streng architektonisch und baumlos konzipiert und angelegt. Der Friedhof überstand relativ unbeschadet die Zeit des deutschen Nationalsozialismus und erlitt lediglich leichte Schäden durch Luftangriffe im Zweiten Weltkrieg. Die letzte Bestattung fand im Jahr 1944 statt. Nach der Deutschen Wiedervereinigung kamen einige neue Grabstellen für in Konzentrationslagern umgekommene jüdische Bürger hinzu.

## Lage und Grabstätten bekannter Persönlichkeiten
Der rund 2930 m² große Friedhof befindet sich abgegrenzt durch Mauer, Zäune und Bepflanzung in einem langen und schmalen Streifen am Nordwestrand vom Parkfriedhof Meiningen und ist als Eigentum der Jüdischen Landesgemeinde Thüringen kein Bestandteil des Parkfriedhofs. Auf dem mit einem mittig verlaufenden Weg und einer Treppe versehenen Friedhof stehen noch 150 Grabsteine (Mazewot), die mehrheitlich aus der ersten Hälfte des 20. Jahrhunderts stammen und vielfach Hebräisch beschriftet sind. Der älteste Grabstein stammt aus dem Jahr 1889. Der hangaufwärts östliche Friedhofsteil ist teilweise mit Bäumen bestanden.
Auf dem jüdischen Friedhof in Meiningen haben eine Reihe von Persönlichkeiten ihre letzte Ruhe gefunden. Darunter befinden sich einige Landesrabbiner von Sachsen-Meiningen wie Moritz Dessauer, der Schauspieler und Intendant Ludwig Chronegk, der Bankier Gustav Strupp und seine Frau Fanny Strupp sowie Pauline Reis, deren Grabstein vom Architekten Walter Gropius gestaltet wurde.